# Campionato europeo femminile under 18 di pallavolo 2017
Il campionato europeo femminile under 18 di pallavolo 2017 si è svolto dal 1º al 9 aprile ad Arnhem, nei Paesi Bassi: al torneo hanno partecipato dodici squadre nazionali under 18 europee e la vittoria finale è andata per la terza volta, la seconda consecutiva, alla Russia.

## Qualificazioni
Al torneo hanno partecipato: le nazionale del paese organizzatore e undici nazionali qualificate tramite il torneo di qualificazione.

## Impianti
|                                                                    |  |  |
|                                                                    |  |  |
| Sporthal Valkenhuizen Città: Arnhem Capienza: - Anno d'apertura: - |  |  |

## Regolamento

### Formula
Le squadre hanno disputato una prima fase a gironi con formula del girone all'italiana; al termine della prima fase:
- Le prime due classificate di ogni girone hanno acceduto alla fase finale per il primo posto strutturata in semifinali, finale per il terzo posto e finale.
- La seconda e la terza classificata di ogni girone hanno acceduto alla finale per il quinto posto strutturata in semifinali, finale per il settimo posto e finale per il quinto posto.

### Criteri di classifica
Se il risultato finale è stato di 3-0 o 3-1 sono stati assegnati 3 punti alla squadra vincente e 0 a quella sconfitta, se il risultato finale è stato di 3-2 sono stati assegnati 2 punti alla squadra vincente e 1 a quella sconfitta.
L'ordine del posizionamento in classifica è stato definito in base a:
- Numero di partite vinte;
- Punti;
- Ratio dei set vinti/persi;
- Ratio dei punti realizzati/subiti;
- Risultati degli scontri diretti.

## Squadre partecipanti
| Squadra     | Qualificazione                            | Ultima partecipazione      |
| ----------- | ----------------------------------------- | -------------------------- |
| Bielorussia | 1ª al torneo di qualificazione (girone B) | Estonia 2005               |
| Bulgaria    | 1ª al torneo di qualificazione (girone H) | Bulgaria 2015              |
| Germania    | 1ª al torneo di qualificazione (girone F) | Bulgaria 2015              |
| Grecia      | 1ª al torneo di qualificazione (girone G) | Bulgaria 2015              |
| Italia      | 2ª al torneo di qualificazione (girone B) | Bulgaria 2015              |
| Paesi Bassi | Paese organizzatore                       | Bulgaria 2015              |
| Polonia     | 1ª al torneo di qualificazione (girone D) | Bulgaria 2015              |
| Romania     | 2ª al torneo di qualificazione (girone E) | Debutto                    |
| Russia      | 1ª al torneo di qualificazione (girone E) | Bulgaria 2015              |
| Serbia      | 1ª al torneo di qualificazione (girone A) | Bulgaria 2015              |
| Slovenia    | 2ª al torneo di qualificazione (girone C) | / Montenegro e Serbia 2013 |
| Turchia     | 1ª al torneo di qualificazione (girone C) | Bulgaria 2015              |

## Torneo

### Fase a gironi
| Girone I    | Girone II   |
| ----------- | ----------- |
| Bulgaria    | Bielorussia |
| Germania    | Grecia      |
| Italia      | Polonia     |
| Paesi Bassi | Romania     |
| Russia      | Serbia      |
| Turchia     | Slovenia    |

#### Girone I

##### Risultati
| 1º aprile 2017 Sporthal Valkenhuizen, Arnhem Durata: 1h:14 - Spettatori: 150 | Germania    | 0 - 3 | Turchia     | 19-25, 14-25, 15-25               |
| 1º aprile 2017 Sporthal Valkenhuizen, Arnhem Durata: 1h:46 - Spettatori: 400 | Paesi Bassi | 1 - 3 | Bielorussia | 23-25, 25-15, 19-25, 22-25        |
| 1º aprile 2017 Sporthal Valkenhuizen, Arnhem Durata: 1h:27 - Spettatori: 50  | Russia      | 0 - 3 | Italia      | 22-25, 21-25, 19-25               |
| 2 aprile 2017 Sporthal Valkenhuizen, Arnhem Durata: 2h:11 - Spettatori: 250  | Bulgaria    | 3 - 2 | Turchia     | 25-20, 25-23, 14-25, 15-25, 23-21 |
| 2 aprile 2017 Sporthal Valkenhuizen, Arnhem Durata: 1h:20 - Spettatori: 700  | Paesi Bassi | 3 - 0 | Russia      | 25-17, 25-21, 25-20               |
| 2 aprile 2017 Sporthal Valkenhuizen, Arnhem Durata: 1h:24 - Spettatori: 100  | Italia      | 3 - 0 | Germania    | 25-16, 25-17, 25-21               |
| 4 aprile 2017 Sporthal Valkenhuizen, Arnhem Durata: 1h:22 - Spettatori: 50   | Russia      | 3 - 0 | Bulgaria    | 25-23, 25-17, 25-20               |
| 4 aprile 2017 Sporthal Valkenhuizen, Arnhem Durata: 1h:21 - Spettatori: 100  | Turchia     | 0 - 3 | Italia      | 11-25, 23-25, 22-25               |
| 4 aprile 2017 Sporthal Valkenhuizen, Arnhem Durata: 1h:49 - Spettatori: 250  | Germania    | 3 - 1 | Paesi Bassi | 29-27, 25-20, 22-25, 25-16        |
| 5 aprile 2017 Sporthal Valkenhuizen, Arnhem Durata: 1h:10 - Spettatori: 80   | Bulgaria    | 0 - 3 | Italia      | 15-25, 13-25, 19-25               |
| 5 aprile 2017 Sporthal Valkenhuizen, Arnhem Durata: 1h:28 - Spettatori: 200  | Russia      | 3 - 0 | Germania    | 25-23, 25-20, 25-19               |
| 5 aprile 2017 Sporthal Valkenhuizen, Arnhem Durata: 1h:37 - Spettatori: 300  | Paesi Bassi | 3 - 1 | Turchia     | 25-18, 25-14, 24-26, 25-15        |
| 6 aprile 2017 Sporthal Valkenhuizen, Arnhem Durata: 1h:35 - Spettatori: 80   | Germania    | 3 - 0 | Bulgaria    | 25-23, 28-26, 25-22               |
| 6 aprile 2017 Sporthal Valkenhuizen, Arnhem Durata: 1h:52 - Spettatori: 200  | Turchia     | 1 - 3 | Russia      | 21-25, 21-25, 26-24, 15-25        |
| 6 aprile 2017 Sporthal Valkenhuizen, Arnhem Durata: 1h:39 - Spettatori: 300  | Italia      | 3 - 1 | Paesi Bassi | 18-25, 25-20, 25-16, 25-20        |

##### Classifica
| Pos | Squadra     | Pt | G | V | P | SV | SP | Ratio  | PF  | PS  | Ratio |
| --- | ----------- | -- | - | - | - | -- | -- | ------ | --- | --- | ----- |
| 1   | Italia      | 15 | 5 | 5 | 0 | 15 | 1  | 15.000 | 393 | 300 | 1.310 |
| 2   | Russia      | 9  | 5 | 3 | 2 | 9  | 7  | 1.285  | 369 | 355 | 1.039 |
| 3   | Paesi Bassi | 6  | 5 | 2 | 3 | 9  | 10 | 0.900  | 432 | 415 | 1.041 |
| 4   | Germania    | 6  | 5 | 2 | 3 | 6  | 10 | 0.600  | 343 | 384 | 0.893 |
| 5   | Bulgaria    | 5  | 5 | 2 | 3 | 6  | 12 | 0.500  | 370 | 431 | 0.858 |
| 6   | Turchia     | 4  | 5 | 1 | 4 | 7  | 12 | 0.583  | 401 | 423 | 0.948 |

#### Girone II

##### Risultati
| 1º aprile 2017 Sporthal Valkenhuizen, Arnhem Durata: 1h:19 - Spettatori: 130 | Grecia      | 0 - 3 | Bielorussia | 18-25, 17-25, 14-25               |
| 1º aprile 2017 Sporthal Valkenhuizen, Arnhem Durata: 2h:23 - Spettatori: 150 | Romania     | 3 - 2 | Serbia      | 25-21, 25-21, 18-25, 24-26, 15-13 |
| 1º aprile 2017 Sporthal Valkenhuizen, Arnhem Durata: 1h:44 - Spettatori: 50  | Polonia     | 3 - 1 | Slovenia    | 25-23, 25-11, 23-25, 25-23        |
| 2 aprile 2017 Sporthal Valkenhuizen, Arnhem Durata: 1h:42 - Spettatori: 75   | Serbia      | 1 - 3 | Bielorussia | 20-25, 16-25, 25-22, 16-25        |
| 2 aprile 2017 Sporthal Valkenhuizen, Arnhem Durata: 1h:47 - Spettatori: 80   | Romania     | 1 - 3 | Polonia     | 20-25, 12-25, 25-22, 22-25        |
| 2 aprile 2017 Sporthal Valkenhuizen, Arnhem Durata: 1h:45 - Spettatori: 50   | Slovenia    | 3 - 1 | Grecia      | 25-12, 25-17, 22-25, 25-19        |
| 4 aprile 2017 Sporthal Valkenhuizen, Arnhem Durata: 1h:35 - Spettatori: 50   | Polonia     | 1 - 3 | Serbia      | 7-25, 25-20, 14-25, 21-25         |
| 4 aprile 2017 Sporthal Valkenhuizen, Arnhem Durata: 1h:47 - Spettatori: 60   | Bielorussia | 3 - 1 | Slovenia    | 25-20, 20-25, 25-12, 25-15        |
| 4 aprile 2017 Sporthal Valkenhuizen, Arnhem Durata: 1h:47 - Spettatori: 50   | Grecia      | 1 - 3 | Romania     | 22-25, 25-19, 22-25, 19-25        |
| 5 aprile 2017 Sporthal Valkenhuizen, Arnhem Durata: 1h:27 - Spettatori: 90   | Serbia      | 3 - 0 | Slovenia    | 25-22, 25-20, 25-20               |
| 5 aprile 2017 Sporthal Valkenhuizen, Arnhem Durata: 1h:16 - Spettatori: 50   | Polonia     | 3 - 0 | Grecia      | 25-13, 25-16, 25-21               |
| 5 aprile 2017 Sporthal Valkenhuizen, Arnhem Durata: 2h:14 - Spettatori: 50   | Romania     | 2 - 3 | Bielorussia | 26-28, 29-27, 25-27, 25-18, 14-16 |
| 6 aprile 2017 Sporthal Valkenhuizen, Arnhem Durata: 1h:25 - Spettatori: 67   | Grecia      | 0 - 3 | Serbia      | 22-25, 22-25, 14-25               |
| 6 aprile 2017 Sporthal Valkenhuizen, Arnhem Durata: 1h:13 - Spettatori: 75   | Bielorussia | 3 - 0 | Polonia     | 25-20, 25-16, 25-14               |
| 6 aprile 2017 Sporthal Valkenhuizen, Arnhem Durata: 1h:20 - Spettatori: 50   | Slovenia    | 3 - 0 | Romania     | 26-24, 25-17, 25-17               |

##### Classifica
| Pos | Squadra     | Pt | G | V | P | SV | SP | Ratio | PF  | PS  | Ratio |
| --- | ----------- | -- | - | - | - | -- | -- | ----- | --- | --- | ----- |
| 1   | Bielorussia | 14 | 5 | 5 | 0 | 15 | 4  | 3.750 | 458 | 367 | 1.248 |
| 2   | Serbia      | 10 | 5 | 3 | 2 | 12 | 7  | 1.714 | 428 | 391 | 1.094 |
| 3   | Polonia     | 9  | 5 | 3 | 2 | 10 | 8  | 1.250 | 387 | 381 | 1.015 |
| 4   | Slovenia    | 6  | 5 | 2 | 3 | 8  | 10 | 0.800 | 389 | 399 | 0.974 |
| 5   | Romania     | 6  | 5 | 2 | 3 | 9  | 12 | 0.750 | 457 | 483 | 0.946 |
| 6   | Grecia      | 0  | 5 | 0 | 5 | 2  | 15 | 0.133 | 318 | 416 | 0.764 |

### Fase finale

#### Finali 1º e 3º posto
|  | Semifinali  | Semifinali  | Semifinali |        |        | Finale 1º/2º posto | Finale 1º/2º posto | Finale 1º/2º posto |  |
|  |             |             |            |        |        |                    |                    |                    |  |
|  | Italia      | Italia      | 3          |        |        |                    |                    |                    |  |
|  | Italia      | Italia      | 3          |        |        |                    |                    |                    |  |
|  | Serbia      | Serbia      | 2          |        |        |                    |                    |                    |  |
|  | Serbia      | Serbia      | 2          |        | Italia | Italia             | 2                  |                    |  |
|  |             |             |            |        | Italia | Italia             | 2                  |                    |  |
|  |             |             | Russia     | Russia | 3      |                    |                    |                    |  |
|  | Bielorussia | Bielorussia | Russia     | Russia | 3      | 0                  |                    |                    |  |
|  | Bielorussia | Bielorussia |            |        |        | 0                  |                    |                    |  |
|  | Russia      | Russia      | 3          |        |        | Finale 3º/4º posto | Finale 3º/4º posto | Finale 3º/4º posto |  |
|  | Russia      | Russia      | 3          |        |        |                    |                    |                    |  |
|  |             |             |            |        |        |                    |                    |                    |  |
|  |             |             |            |        |        | Serbia             | Serbia             | 2                  |  |
|  |             |             |            |        |        | Serbia             | Serbia             | 2                  |  |
|  |             |             |            |        |        | Bielorussia        | Bielorussia        | 3                  |  |

##### Semifinali
| 6 aprile 2017 Sporthal Valkenhuizen, Arnhem Durata: 2h:04 - Spettatori: 100 | Italia      | 3 - 2 | Serbia | 25-11, 23-25, 23-25, 25-16, 15-9 |
| 6 aprile 2017 Sporthal Valkenhuizen, Arnhem Durata: 1h:18 - Spettatori: 50  | Bielorussia | 0 - 3 | Russia | 22-25, 18-25, 15-25              |

##### Finale 3º posto
| 6 aprile 2017 Sporthal Valkenhuizen, Arnhem Durata: 2h:18 - Spettatori: 200 | Serbia | 2 - 3 | Bielorussia | 25-17, 27-29, 17-25, 25-22, 13-15 |

##### Finale
| 6 aprile 2017 Sporthal Valkenhuizen, Arnhem Durata: 2h:11 - Spettatori: 450 | Italia | 2 - 3 | Russia | 25-18, 16-25, 24-26, 25-21, 10-15 |

#### Finali 5º e 7º posto
|  | Semifinali  | Semifinali  | Semifinali |          |          | Finale 5º/6º posto | Finale 5º/6º posto | Finale 5º/6º posto |  |
|  |             |             |            |          |          |                    |                    |                    |  |
|  | Paesi Bassi | Paesi Bassi | 1          |          |          |                    |                    |                    |  |
|  | Paesi Bassi | Paesi Bassi | 1          |          |          |                    |                    |                    |  |
|  | Slovenia    | Slovenia    | 3          |          |          |                    |                    |                    |  |
|  | Slovenia    | Slovenia    | 3          |          | Slovenia | Slovenia           | 3                  |                    |  |
|  |             |             |            |          | Slovenia | Slovenia           | 3                  |                    |  |
|  |             |             | Germania   | Germania | 0        |                    |                    |                    |  |
|  | Germania    | Germania    | Germania   | Germania | 0        | 3                  |                    |                    |  |
|  | Germania    | Germania    |            |          |          | 3                  |                    |                    |  |
|  | Polonia     | Polonia     | 1          |          |          | Finale 7º/8º posto | Finale 7º/8º posto | Finale 7º/8º posto |  |
|  | Polonia     | Polonia     | 1          |          |          |                    |                    |                    |  |
|  |             |             |            |          |          |                    |                    |                    |  |
|  |             |             |            |          |          | Paesi Bassi        | Paesi Bassi        | 3                  |  |
|  |             |             |            |          |          | Paesi Bassi        | Paesi Bassi        | 3                  |  |
|  |             |             |            |          |          | Polonia            | Polonia            | 1                  |  |

##### Semifinali
| 6 aprile 2017 Sporthal Valkenhuizen, Arnhem Durata: 1h:39 - Spettatori: 250 | Paesi Bassi | 1 - 3 | Slovenia | 21-25, 25-16, 18-25, 24-26 |
| 6 aprile 2017 Sporthal Valkenhuizen, Arnhem Durata: 1h:46 - Spettatori: 150 | Germania    | 3 - 1 | Polonia  | 25-18, 25-19, 22-25, 25-20 |

##### Finale 7º posto
| 6 aprile 2017 Sporthal Valkenhuizen, Arnhem Durata: 1h:34 - Spettatori: 300 | Paesi Bassi | 3 - 1 | Polonia | 25-12, 25-12, 23-25, 25-23 |

##### Finale 5º posto
| 6 aprile 2017 Sporthal Valkenhuizen, Arnhem Durata: 1h:16 - Spettatori: 50 | Slovenia | 3 - 0 | Germania | 25-19, 25-15, 25-20 |

## Podio

### Campione
Formazione: 1 Varvara Šepeleva, 2 Tat'jana Kadočkina, 5 Viktorija Pušina, 6 Ol'ga Novikova, 7 Ol'ga Zvereva, 8 Oksana Jakušina, 10 Veronika Rasputnaja, 11 Julija Brovkina, 12 Irina Soboleva, 14 Marija Bogovskaja, 15 Valerija Ševčuk, 17 Angelina Nikašova, CT: Aleksandr Karikov

### Secondo posto
Formazione: 1 Terry Enweonwu, 2 Valeria Battista, 5 Marina Lubian, 6 Sarah Fahr, 9 Fatim Kone, 12 Elena Pietrini, 13 Alessia Populini, 15 Serena Scognamillo, 16 Francesca Scola, 17 Alice Tanase, 18 Rachele Morello, 19 Elisa Tonello, CT: Luca Cristofani

### Terzo posto
Formazione: 1 Elizaveta Mančak, 2 Violetta Beljavskaja, 3 Diana Trusevič, 4 Julija Kisljuk, 6 Vera Kostjučik, 7 Ahata Bekša, 8 Julija Minjuk, 9 Anna Knjazeva, 10 Elizaveta Šupljak, 11 Tat'jana Cholod, 12 Alina Ehorova, 14 Hanna Hryškevič, CT: Natal'ja Meljanjuk

## Classifica finale
| Pos     | Squadra     | Qualificazione                    |
| ------- | ----------- | --------------------------------- |
| Oro     | Russia      | Campionato mondiale under 18 2017 |
| Argento | Italia      | Campionato mondiale under 18 2017 |
| Bronzo  | Bielorussia | Campionato mondiale under 18 2017 |
| 4       | Serbia      | Campionato mondiale under 18 2017 |
| 5       | Slovenia    | Campionato mondiale under 18 2017 |
| 6       | Germania    | Campionato mondiale under 18 2017 |
| 7       | Paesi Bassi |                                   |
| 8       | Polonia     |                                   |
| 9       | Romania     |                                   |
| 10      | Bulgaria    |                                   |
| 11      | Turchia     |                                   |
| 12      | Grecia      |                                   |

## Premi individuali
| Premio                 | Nome             | Squadra     |
| ---------------------- | ---------------- | ----------- |
| MVP                    | Terry Enweonwu   | Italia      |
| Miglior palleggiatrice | Rachele Morello  | Italia      |
| Miglior opposto        | Terry Enweonwu   | Italia      |
| Miglior schiacciatrice | Elena Pietrini   | Italia      |
| Miglior schiacciatrice | Valerija Ševčuk  | Russia      |
| Miglior centrale       | Viktorija Pušina | Russia      |
| Miglior centrale       | Julija Kisljuk   | Bielorussia |
| Miglior libero         | Mila Kocić       | Serbia      |